# Pic du Midi de Bigorre
Pour les articles homonymes, voir Pic du Midi.
Le pic du Midi de Bigorre est situé dans les Hautes-Pyrénées, et atteint une altitude de 2 876 mètres. Il est connu entre autres pour la présence d'un observatoire astronomique et d'un émetteur de télécommunications, installés à son sommet.
Ce site touristique fait partie du regroupement de stations N'PY.

## Toponymie
Le sommet est appelé pic de Mieidia de Bigòrra en occitan gascon (pic de mieydie de Bigorre dans la graphie félibréenne), midi signifiant « sud ».
Il a précédemment été nommé « montagne d'Arizes », toponyme signifiant « eau », en relation avec le vallon d'Arizes à ses pieds. Il est appelé « pic de Midi de Bagnères », puis « pic de Midi de Bigorre » à la fin du XIXe siècle. Le choix de ce nouveau nom renvoie peut-être à une tradition alpine qui désigne des sommets situés au sud de leur principal point d'observation en utilisant le nom « midi ».

## Géographie

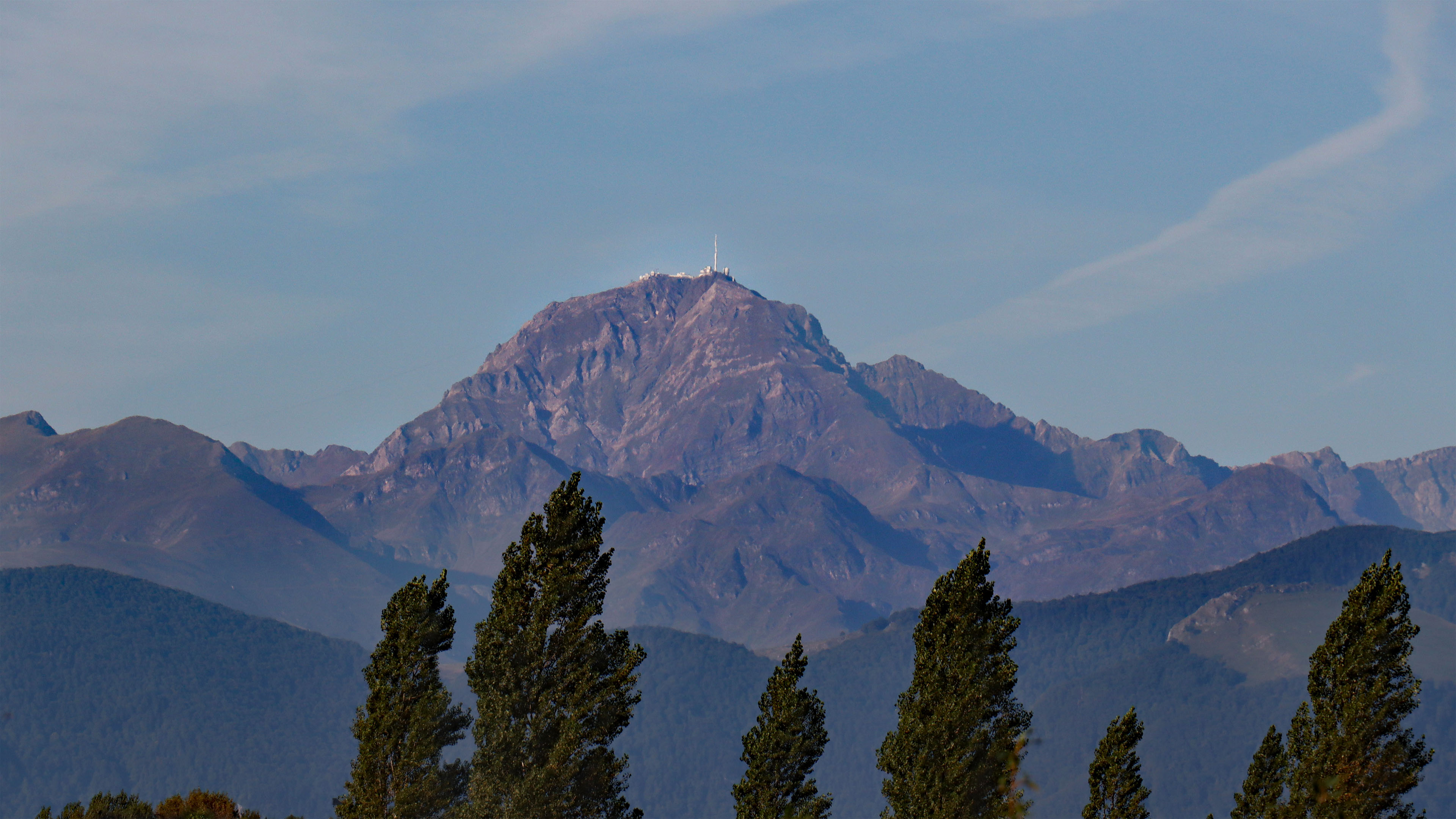
Le pic du Midi de Bigorre versant nord-est (vu de Lannemezan).

Animation 3D du pic.

### Topographie

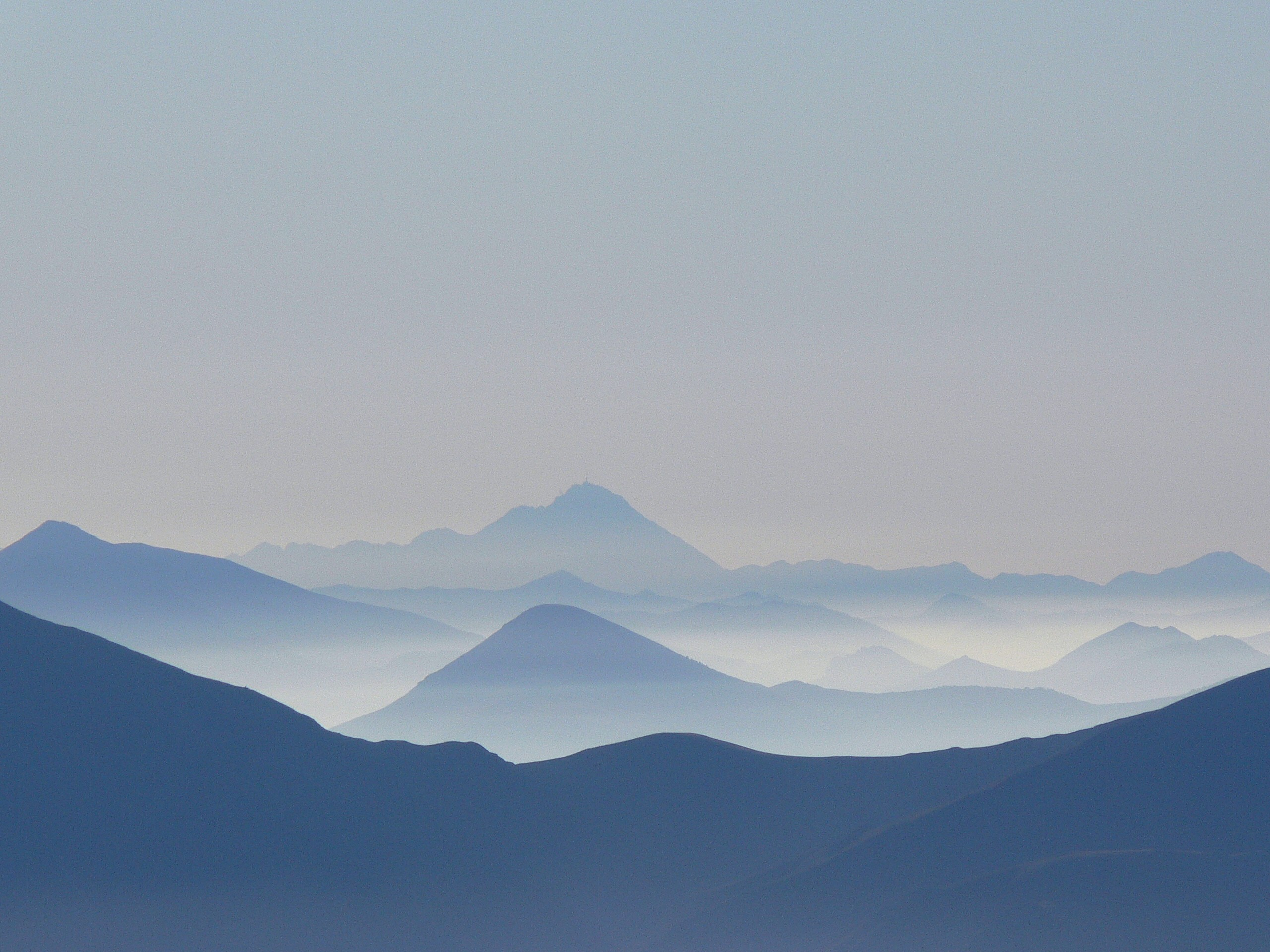
Le pic du Midi de Bigorre (au fond) vu depuis le pic de Saint-Barthélemy (Ariège).

Il est situé dans les Pyrénées françaises, dans le département des Hautes-Pyrénées, à la limite des communes de Sers et de Bagnères-de-Bigorre, se référant comme la ville à l'ancien comté de Bigorre. Étant situé très en avant de la chaîne, le pic est connu pour son panorama sur la chaîne de montagnes franco-espagnole. Ce dernier est parmi les plus importants de France métropolitaine puisque, par temps clair, il est possible de voir l'essentiel des sommets de la chaîne pyrénéenne de la côte basque à Biarritz jusqu'aux Pyrénées ariégeoises (massif de Tabe), comprenant notamment le pic du Midi d'Ossau, le Balaïtous, le Vignemale, l'Aneto, le pic de Maubermé et le mont Valier, ainsi que les crêtes de la montagne Noire et les agglomérations de Tarbes, Auch, Toulouse ou Montauban[réf. souhaitée].
La proximité du pic vis-à-vis de la plaine a longtemps fait croire qu'il était, avec le pic du Canigou, l'un des plus hauts sommets des Pyrénées jusqu’aux travaux trigonométriques de MM. Rebout et Vidal entre 1786 et 1789 ainsi qu'aux travaux barométriques de M. Ramond.

### Géologie
Des schistes métamorphiques apparaissent sur le pic avec une inclinaison de 80 à 85° au nord-ouest tantôt feuilletés, micacés ou plissés ainsi que du calcaire primitif[Quoi ?]. L'uniformité et leur direction est identique au système cambrien.
Les roches contiennent de la tourmaline noire et de la pyrite magnétique, sous la forme de macle monochrome.

### Climat
Les conditions atmosphériques y sont assez pures et stables. Il peut y neiger en été. Le relevé des températures moyennes et des précipitations pour l'année 1980 nous donne un aperçu des conditions climatiques qui y règnent. Celles-ci sont assez rudes compte tenu de la déperdition de chaleur avec l'altitude.
Le général de Nansouty prétend relever une température de −45 °C durant l'hiver 1874-1875[source insuffisante].
Une période de cent jours sans gel a été observée en 2018, ce qui constitue un record pour cette station.
| Mois                              | jan.  | fév. | mars | avril | mai  | juin | jui. | août | sep. | oct. | nov. | déc.  | année |
| --------------------------------- | ----- | ---- | ---- | ----- | ---- | ---- | ---- | ---- | ---- | ---- | ---- | ----- | ----- |
| Température minimale moyenne (°C) | −10,2 | −6,9 | −10  | −9,4  | −6,5 | −0,4 | 2,1  | 5,9  | 3,9  | −3,5 | −6,4 | −10,5 | −4,3  |
| Température moyenne (°C)          | −8,2  | −4,8 | −7,4 | −6,9  | −4,1 | 1,8  | 5,1  | 8,4  | 6,1  | −0,9 | −3,8 | −8    | −1,9  |
| Température maximale moyenne (°C) | −6,1  | −2,3 | −4,6 | −4,5  | −1,7 | 4,2  | 7,7  | 11,1 | 8,9  | 1,5  | −1,5 | −5,2  | 0,6   |
| Précipitations (mm)               | 57    | 35   | 139  | 65    | 121  | 0    | 37   | 32   | 34   | 95   | 102  | 123   | 840   |

### Biodiversité
La présence d’Armeria alpina et de Geranium cinereum est relevée en 1863 puis celle de Gnaphalium supinum, Galium cespitosum, Vicia pyrenaica, Oxytropis pyrenaica, Iberis spathulata, Biscutella cichoriifolia et Gregoria vitaliana en 1868.

## Voies d'accès

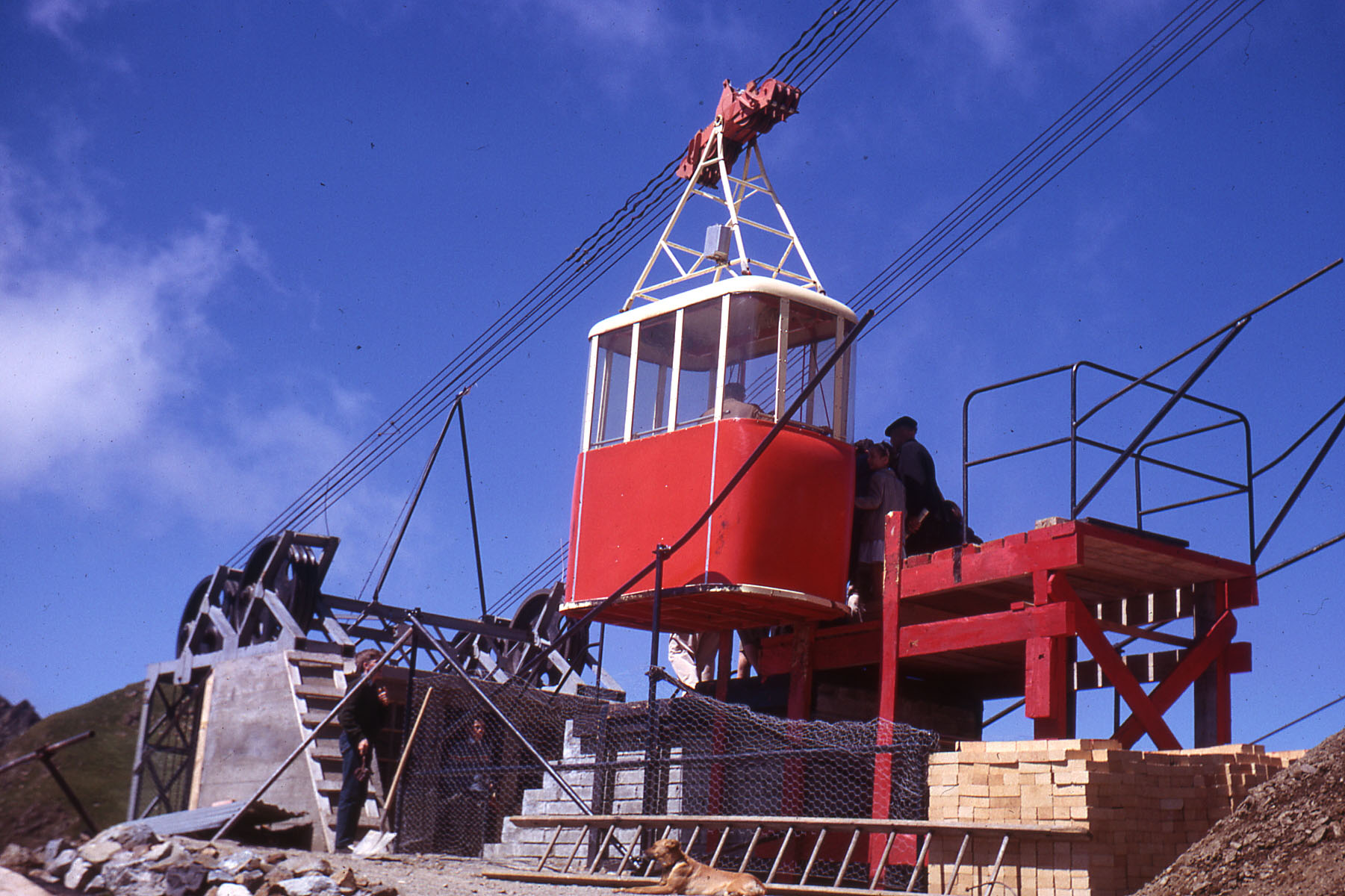
L'ancien téléphérique en 1963.

Vers 1858, il fallait trois heures de cheval ou quatre heures de chaise pour atteindre le pic depuis le chemin du Tourmalet. Une auberge était déjà présente près du sommet.
S´il est possible d'accéder au pic à pied, par des sentiers de randonnée, un téléphérique double existe depuis 2001 au départ de La Mongie. Ce téléphérique est composé de deux tronçons :
- le premier tronçon, entre La Mongie (1 785 m) et le Taoulet (2 341 m), comporte deux pylônes ;
- le deuxième tronçon, entre le Taoulet et le pic du Midi (2 872 m), ne comporte qu'un seul pylône, près de la gare d'arrivée. Il présente une travée de câble de 2 550 m de long (3e rang français) entre le Taoulet et ce pylône.

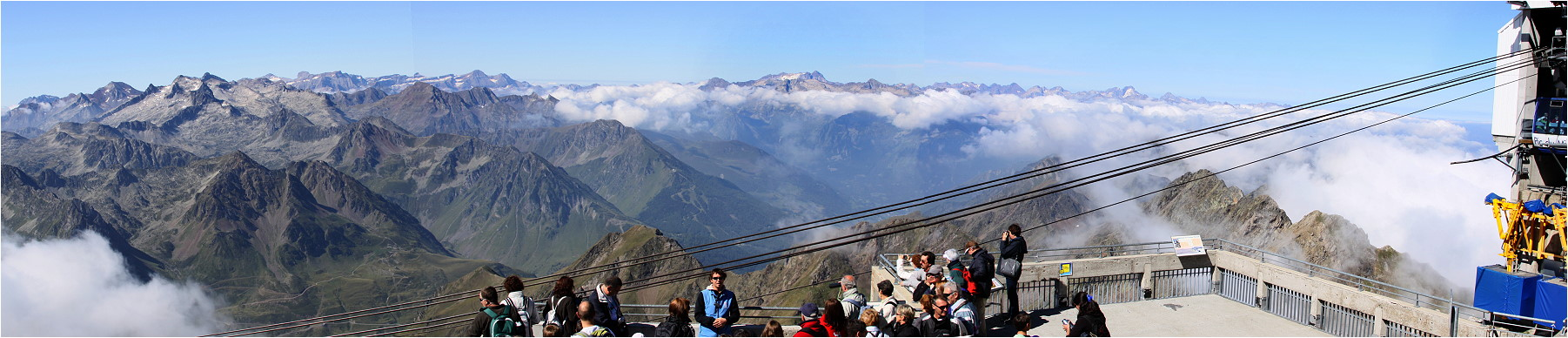
Vue panoramique sur la chaîne des Pyrénées.

## Observatoire

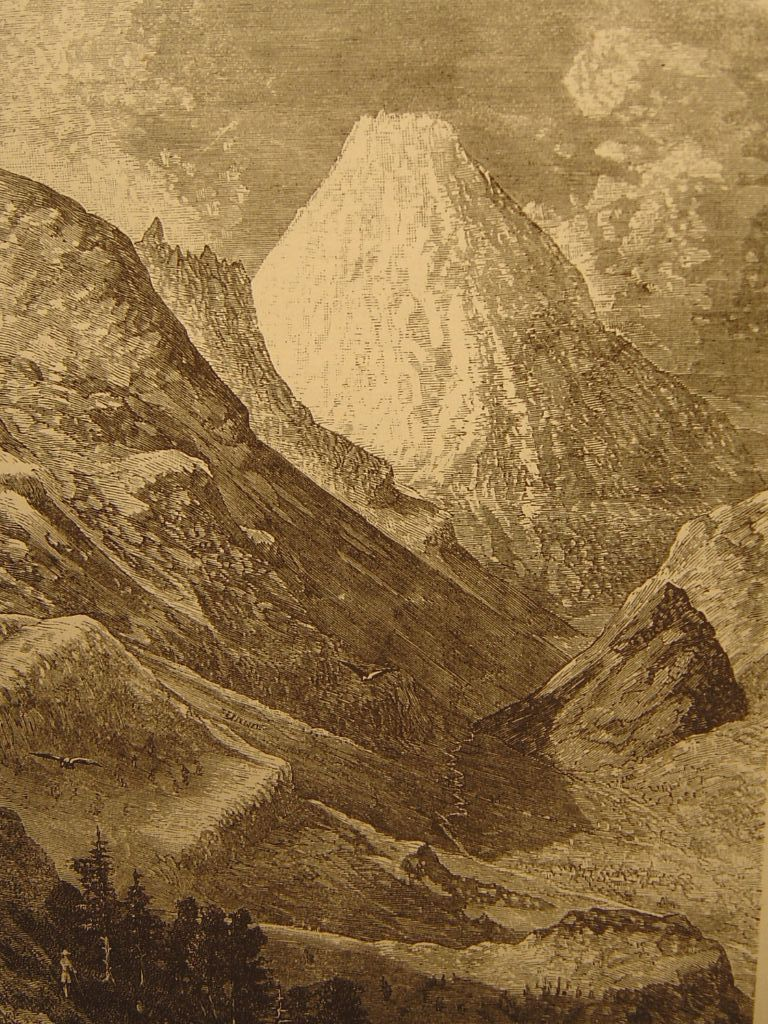
Le pic par Hacault (1872).

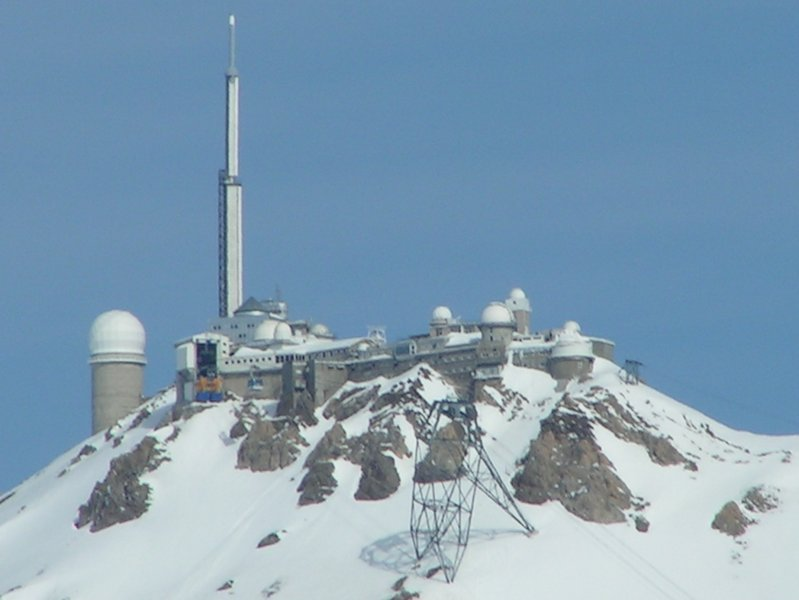
Gros plan sur l'observatoire, en hiver. On distingue les coupoles de l'observatoire, l'antenne de télévision, et la cabine du téléphérique.

L'observatoire astronomique est un haut lieu d'observation et de recherche. La météorologie puis l'astronomie ont été les principales motivations de la création de cet observatoire.
L'astronomie est encore à l'heure actuelle le domaine d'investigations scientifiques le plus important au pic du Midi. L'observatoire est rattaché à l'observatoire Midi-Pyrénées. C'est une UFR de l'université Toulouse-III-Paul-Sabatier. Depuis 1873, chercheurs et techniciens en astronomie y scrutent le ciel nocturne à la recherche de phénomènes célestes inconnus.

### Histoire

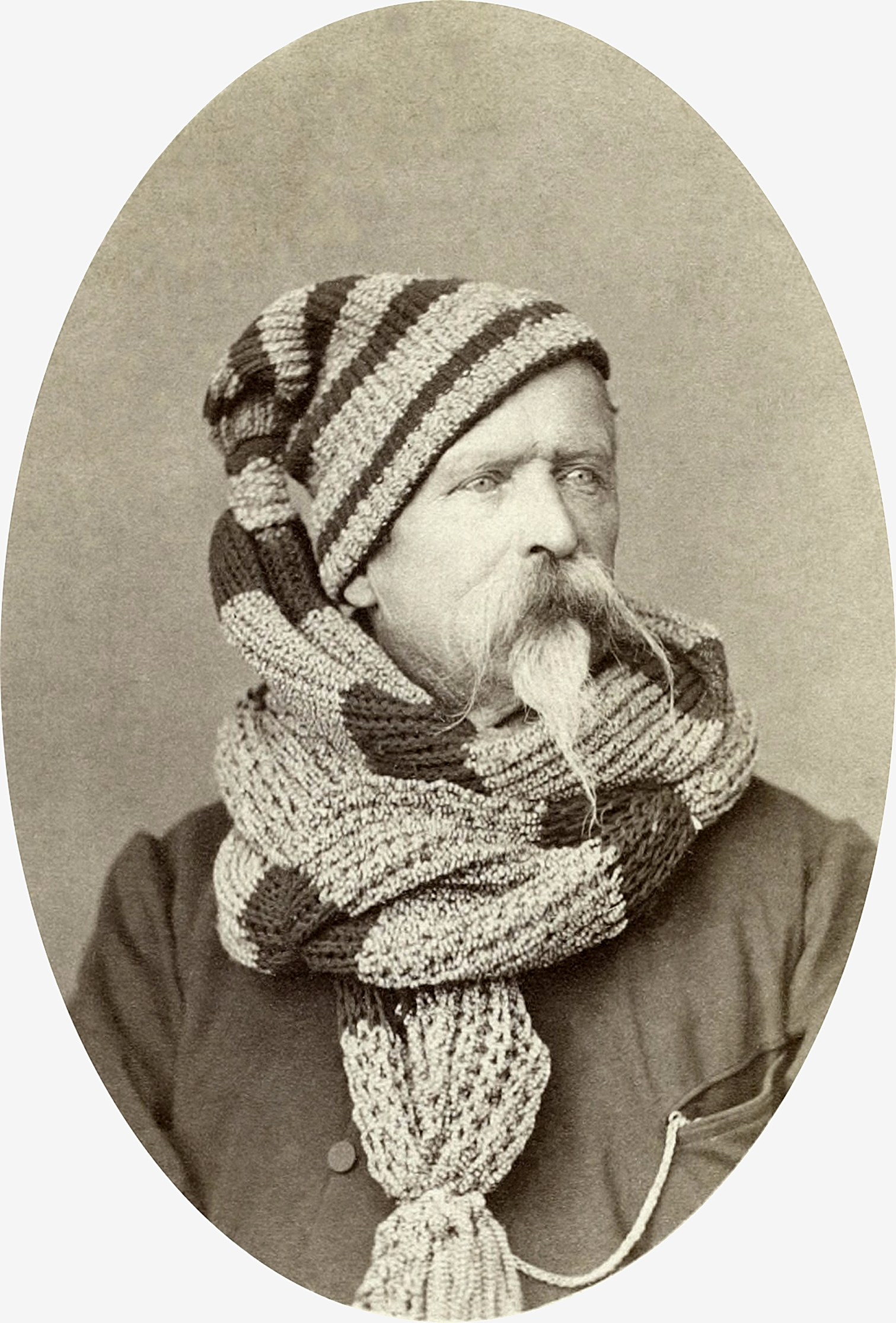
Le général de Nansouty.

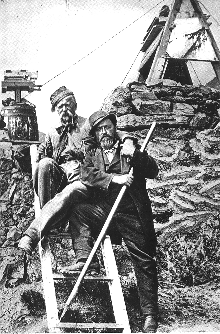
Le général de Nansouty et l'ingénieur Vaussenat.

Le pic est connu depuis l'Antiquité. Les plus anciens témoignages sur le pic du Midi se retrouvent dans les récits de la mythologie pyrénéenne, qui est un mélange des panthéons locaux et grecs. Ainsi les Pyrénées seraient le tombeau de Pyrène, morte de trop avoir aimé Héraclès. Celui-ci lui fit le plus beau et le plus grand des tombeaux : les Pyrénées. De leurs amours était né Python, serpent mythique qui garde le tombeau de la belle Pyrène, sa tête se trouve à Gavarnie et sa queue au pic du Midi de Bigorre, que les strates de gneiss permettent, parfois, d'imaginer.
En même temps que les habitants du Haut-Adour vénéraient le dieu solaire Abellio, le pic du Midi de Bigorre devenait pour eux un élément essentiel de leur espace vécu. Au pied de la montagne, dans le val d'Arizes vivaient les légendaires pâtres de 999 ans, Milharis et Béliou.
Au-delà de ces légendes, la pointe de flèche découverte par le général de Nansouty aux environs du col de Sencours prouve que le pic du Midi de Bigorre était déjà fréquenté au Néolithique.
Dès le tout début du XVIIIe siècle, le sommet du pic est connu pour être un lieu d'observations astronomiques. On sait que François de Plantade monte au pic à plusieurs reprises : il étudie pour la première fois de façon scientifique la couronne solaire lors de l'éclipse de 1706. Il remonte en 1741 pour y effectuer des mesures barométriques dans le but de dresser une carte des diocèses du Languedoc. Le 25 août, gravissant à nouveau la montagne, il meurt au col de Sencours (2 379 m), à près de 71 ans, sextant au poing, en s'exclamant : « Ah ! que tout ceci est beau ! ».
Ces mesures sont suivies, dès 1774, par celles de Monge et d'Arcet qui montent au pic pour y étudier la pression atmosphérique.
La construction de l'observatoire a débuté dans les années 1870, sous la direction du général Charles du Bois de Nansouty, et de l'ingénieur Célestin-Xavier Vaussenat. Les premiers terrassements au sommet commencent en 1875. Les premiers locaux sont achevés le 8 septembre 1882.
En 1891, après la mort de Vaussenat, Émile Marchand prend la direction de l'observatoire. Il y mène des travaux de recherche en météorologie, en géophysique, en astronomie et en biologie, publiant 92 articles scientifiques. Au début du XXe siècle, il fait construire un jardin botanique au sommet afin d'y réaliser des expériences.

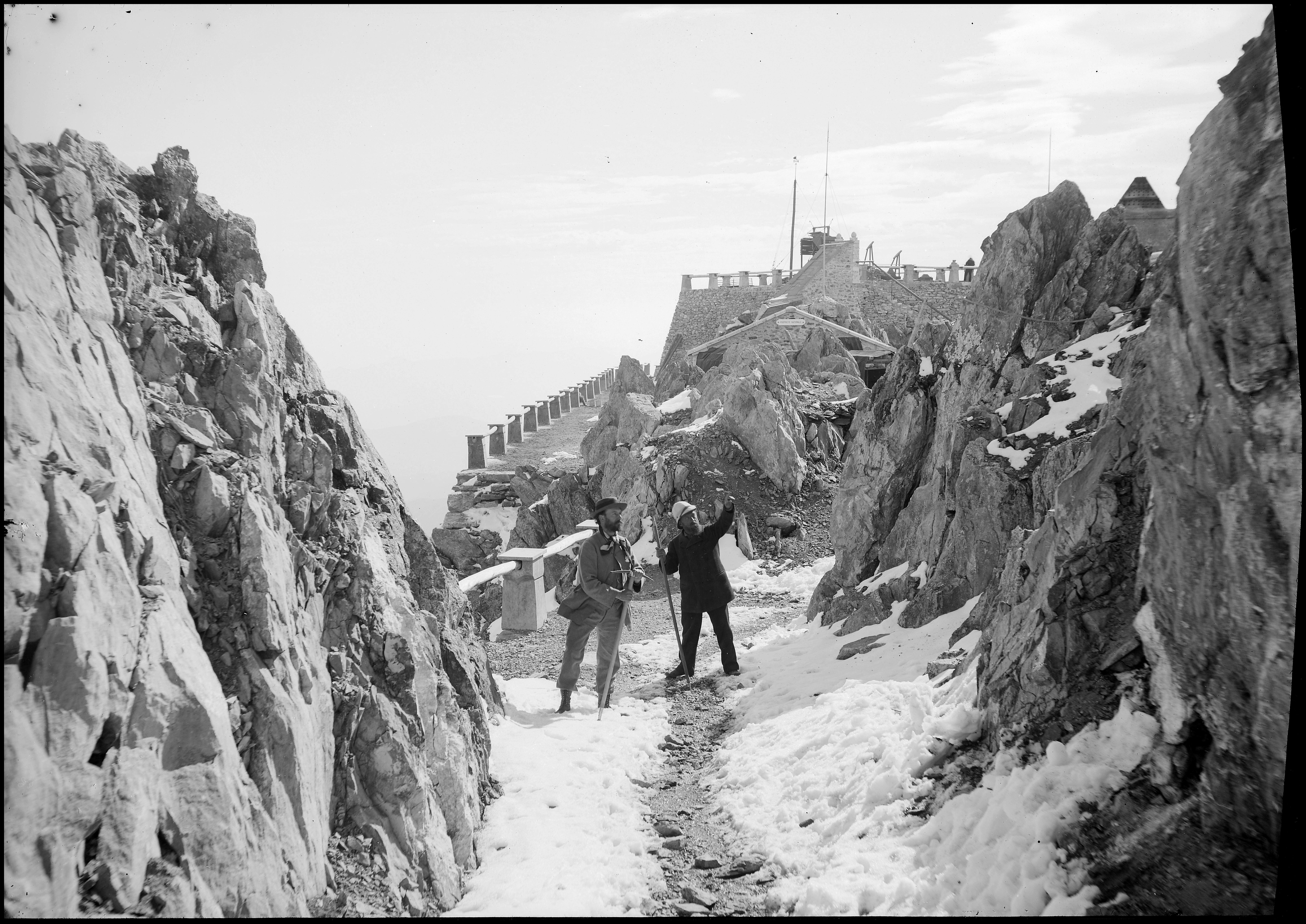
Entrée de l'observatoire du pic du Midi, début du XXe siècle. Photographie d'Eugène Trutat conservée au muséum de Toulouse.

En 1907, Baillaud y fait installer un premier télescope de 50 cm de diamètre, l'un des plus grands au monde pour l'époque, qui permet en 1909 de démentir l'existence de canaux sur Mars que défendait Percival Lowell et place l'observatoire à la pointe de la recherche.
Le site de l'observatoire, qui a l'avantage de la pureté de l'air et de l'absence de pollution lumineuse, est un atout majeur, mais l'accès au site est difficile et nécessite une solide dose de forme physique et un minimum d'aptitudes à l'alpinisme, ce qui explique que les « mandarins » universitaires installés à l'observatoire de Meudon montrent peu d'enthousiasme pour le site. Pour les observations hivernales, les astronomes doivent utiliser des skis de randonnée munis de peaux de phoque et des raquettes à neige. Le confort du site est à peine meilleur que celui d'un refuge de montagne. Cependant la validité du site est démontrée par les résultats obtenus dans les années 1930 au pic du Midi par un jeune astronome, Bernard Lyot, auteur de remarquables résultats sur les perturbations solaires grâce au coronographe qu'il a inventé et perfectionné. Grâce à l'action obstinée du directeur Jules Baillaud, des projets de développement du site sont élaborés mais seront perturbés par la Seconde Guerre mondiale.
Par la suite, ces locaux sont grandement complétés : nouvelles terrasses, nouvelles coupoles, nouveaux bâtiments d'habitation. L'électricité arrive au sommet en 1949. Auparavant, les équipements électriques étaient alimentés par un ensemble de batteries et un groupe électrogène.
Un premier téléphérique, affecté au transport du personnel, est installé en 1952, ce qui permet d'atteindre le sommet en toute saison. En 1959-1962 est installé le « bâtiment interministériel », qui regroupe les activités d'astronomie, de météorologie, de télévision et de navigation aérienne.
En 1994, l'État envisage la fermeture de l'observatoire. La région Midi-Pyrénées se mobilise, et crée un syndicat mixte pour la réhabilitation du site. Le projet prévoit une réhabilitation des installations scientifiques, ainsi que l'ouverture au public d'une partie du site. Ainsi, le téléphérique de service est remplacé par un nouveau téléphérique capable d'accueillir le grand public. D'importants travaux sont engagés à partir de 1996 ; le site, dans sa version rénovée, ouvre en 2000.
Le 20 mars 2008, quatre alpinistes trouvent la mort dans un accident à la suite d'une avalanche dans un couloir jugé « dangereux » du pic du Midi.

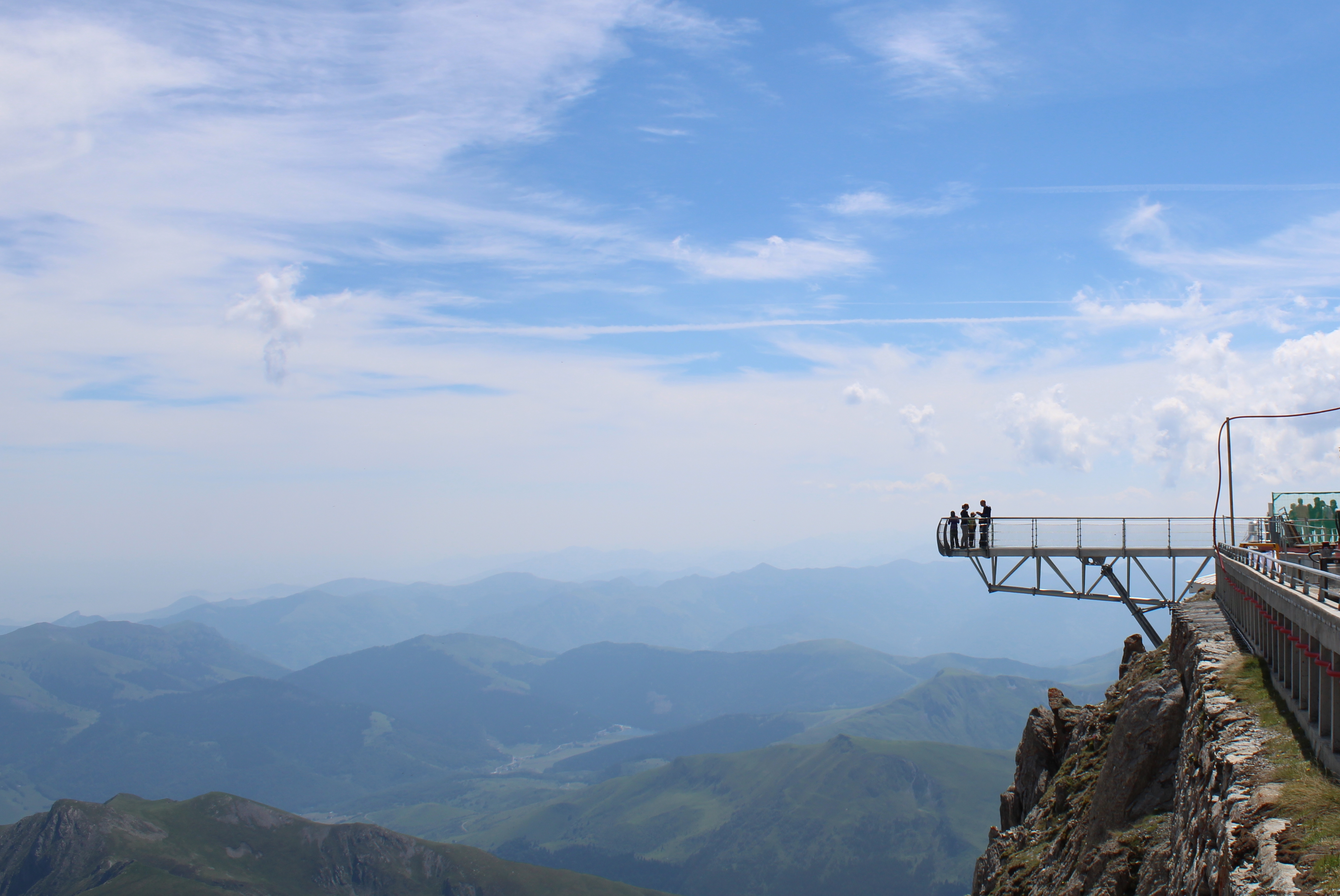
Le Ponton du ciel permet aux visiteurs de dominer le vide.

Animation 3D des bâtiments du pic du Midi de Bigorre.

Depuis fin 2011, l'offre touristique du pic s'est étoffée de la possibilité d'y dormir la nuit. Les touristes participent à différentes animations comprenant une visite des lieux et des installations astronomiques et des interventions assurées par la structure La Ferme des Étoiles, basée dans le Gers, ainsi que par UPS in Space. La création d'un planétarium en 2018 et d'une passerelle suspendue appelée « Ponton du ciel » renforcent les services rendus aux visiteurs.
Les autorités locales ambitionnent de solliciter l'inscription du pic sur la liste du patrimoine mondial de l'UNESCO,. Ce serait alors le deuxième observatoire astronomique à intégrer cette liste. En 2022, le pic du Midi n'a pas encore été inscrit au patrimoine mondial de l'UNESCO, mais le dossier est sous étude.

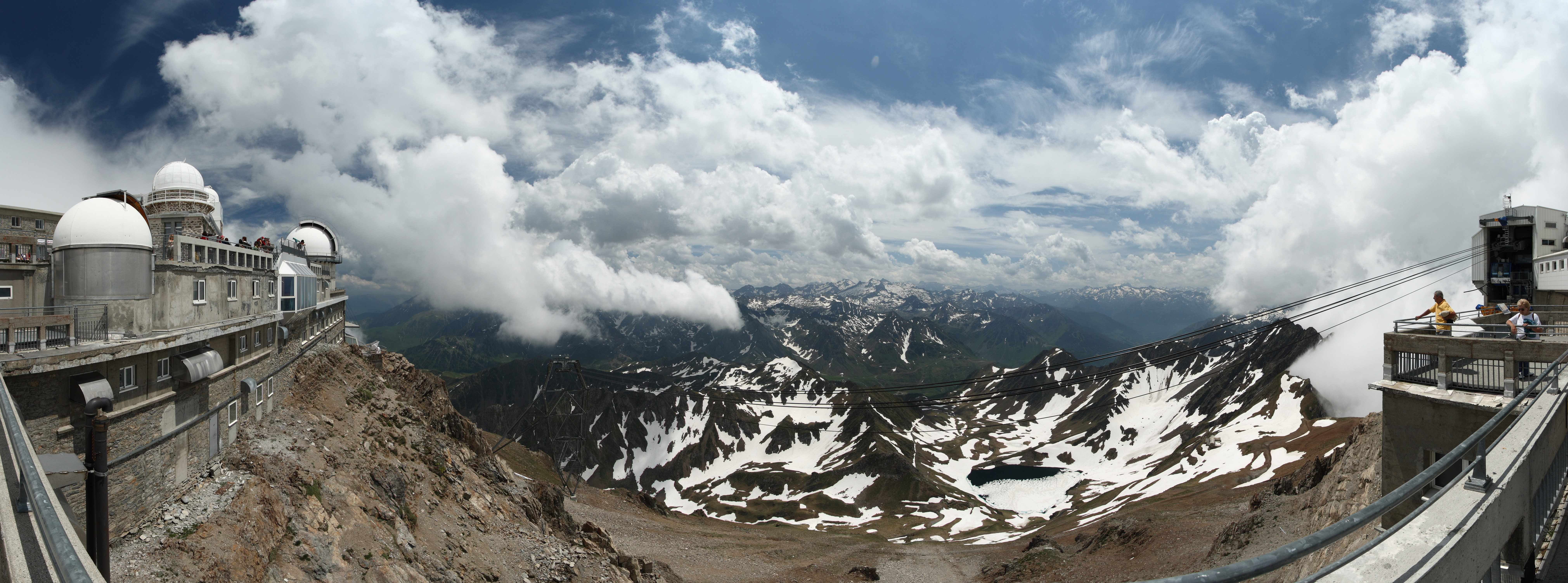
Vue panoramique vers le sud depuis l'observatoire du pic.

### Télescopes
En 1908 la première coupole est installée, la coupole Baillaud, de 8 m de diamètre. Elle est équipée d'une monture équatoriale mécanique. Elle abrite une lunette et un télescope. Hors service depuis 2000, elle fait désormais partie du musée.
En 1946, M. Gentilli offre à l'observatoire une coupole et un télescope de 60 cm.
Un spectrographe est installé en 1958.
En 1963, la NASA finance l'installation d'un télescope de 106 cm. Il est utilisé pour prendre des clichés précis de la surface lunaire dans le cadre de la préparation des missions du programme Apollo, avec l'astronome et mathématicien Zdeněk Kopal et l'université de Manchester,.
Une tour haute de 28 m et de 14 m de diamètre est construite à partir de 1972. Elle est installée à l'écart des autres bâtiments, de façon à minimiser les perturbations atmosphériques. En 1980, elle abrite un télescope de 2 m : le télescope Bernard-Lyot.
L'observatoire dispose d'un coronographe, qui permet l'étude de la couronne solaire.
Autre instrument, installé depuis 1961, la coupole Tourelle (rebaptisée « lunette Jean-Rösch » en 2004, en l'honneur de son créateur). Cette coupole à la forme caractéristique abrite une lunette de 50 cm de diamètre destinée à l'étude du Soleil (imagerie de la surface, étude de la granulation). L'instrumentation s'est vue complétée en 1980 par un spectrographe.
Ainsi, on dénombre actuellement au sommet :
- le télescope de 50 cm (coupole du T60, accueillant des astronomes amateurs par l'intermédiaire de l'association T60) qui remplace depuis 2021 un télescope de 60 cm[26] ;
- le télescope de 106 cm (coupole Gentilli) affecté aux observations du système solaire ;
- le télescope de 2 m ou télescope Bernard Lyot (utilisé avec le spectropolarimètre Narval[27]) ;
- le coronographe CLIMSO (étude de la couronne et du disque solaire) ;
- la lunette Jean-Rösch (étude de la surface solaire).

Figurent également :
- la coupole Charvin, ayant abrité un coronomètre photoélectrique (étude du Soleil) ;
- la coupole Baillaud, réaffectée au musée en 2000 et abritant une maquette à l'échelle 1:1 du coronographe ;
- la coupole du télescope DIMM (instrument nocturne destiné à mesurer le niveau de turbulence atmosphérique), qui a remplacé en 2009 la coupole Robley qui abritait le T55.

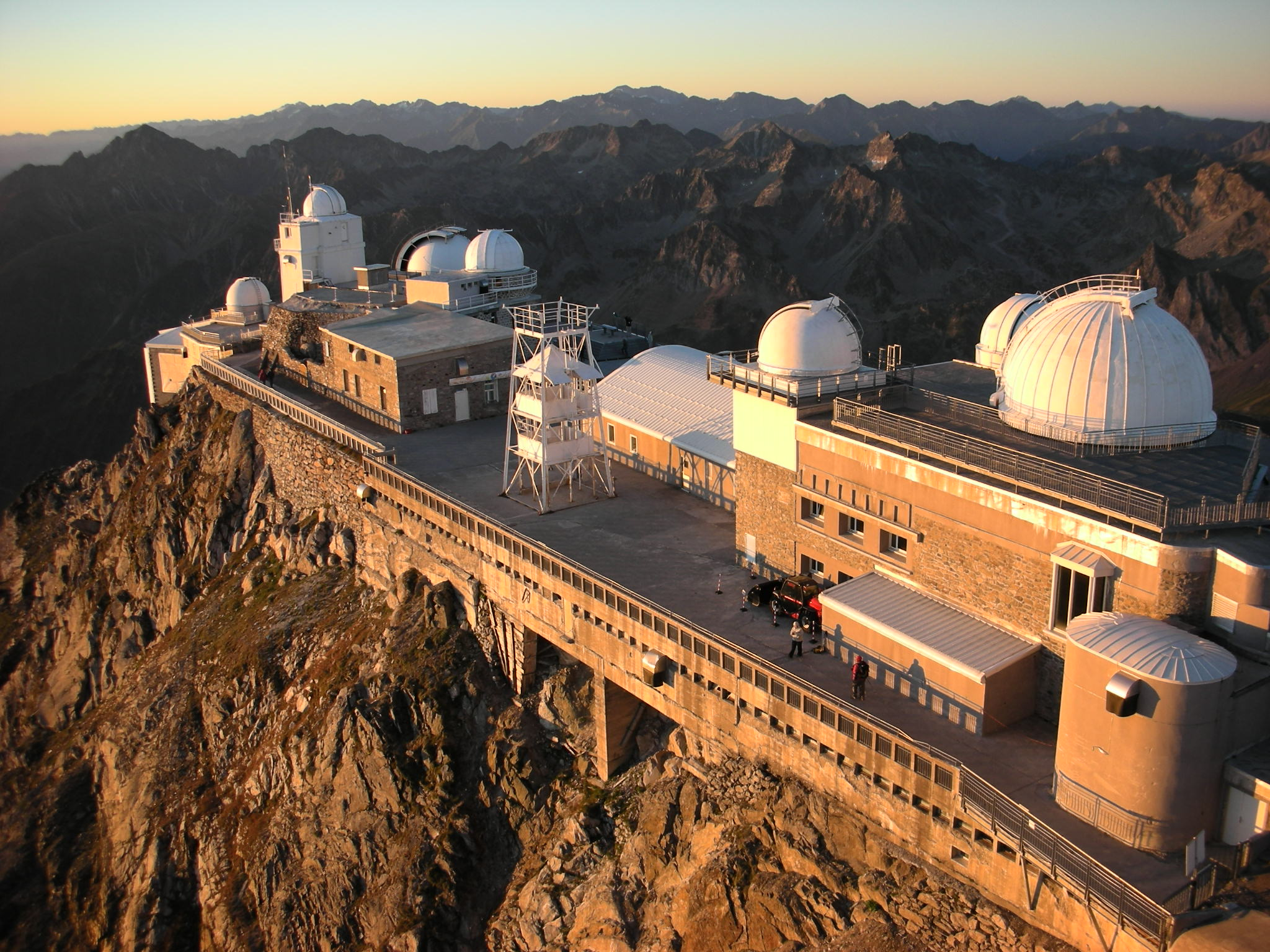
Les coupoles du pic du Midi au lever du Soleil.
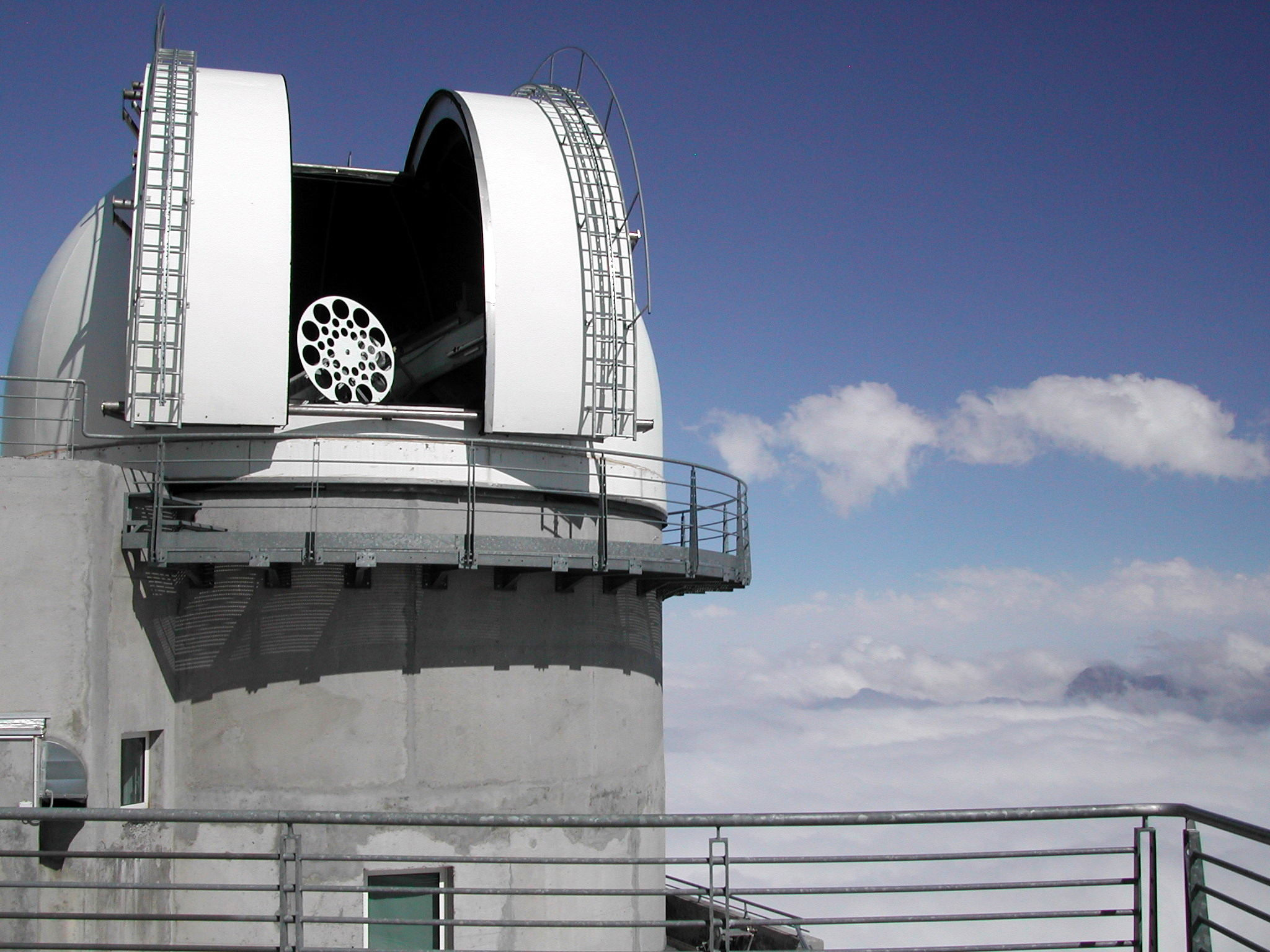
La coupole du coronographe CLIMSO.
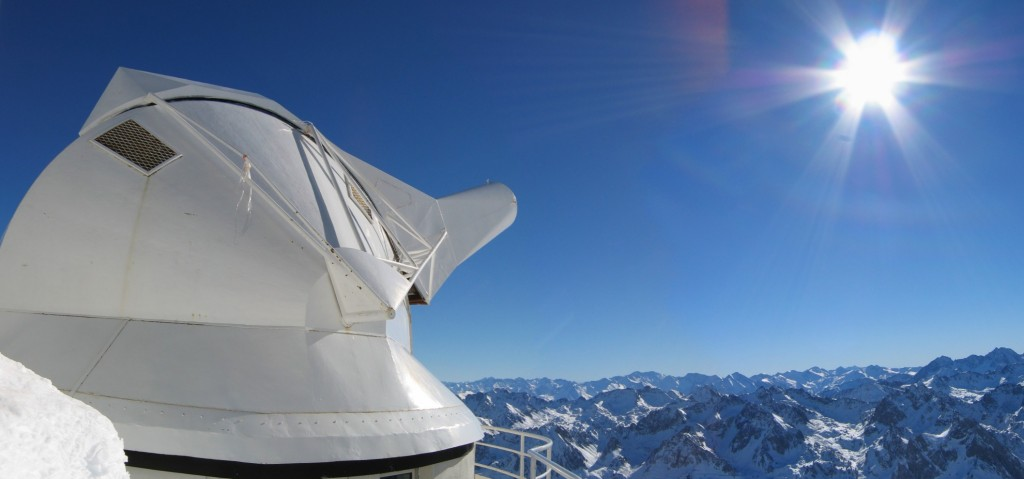
Lunette Jean-Rösch, au pic du Midi.
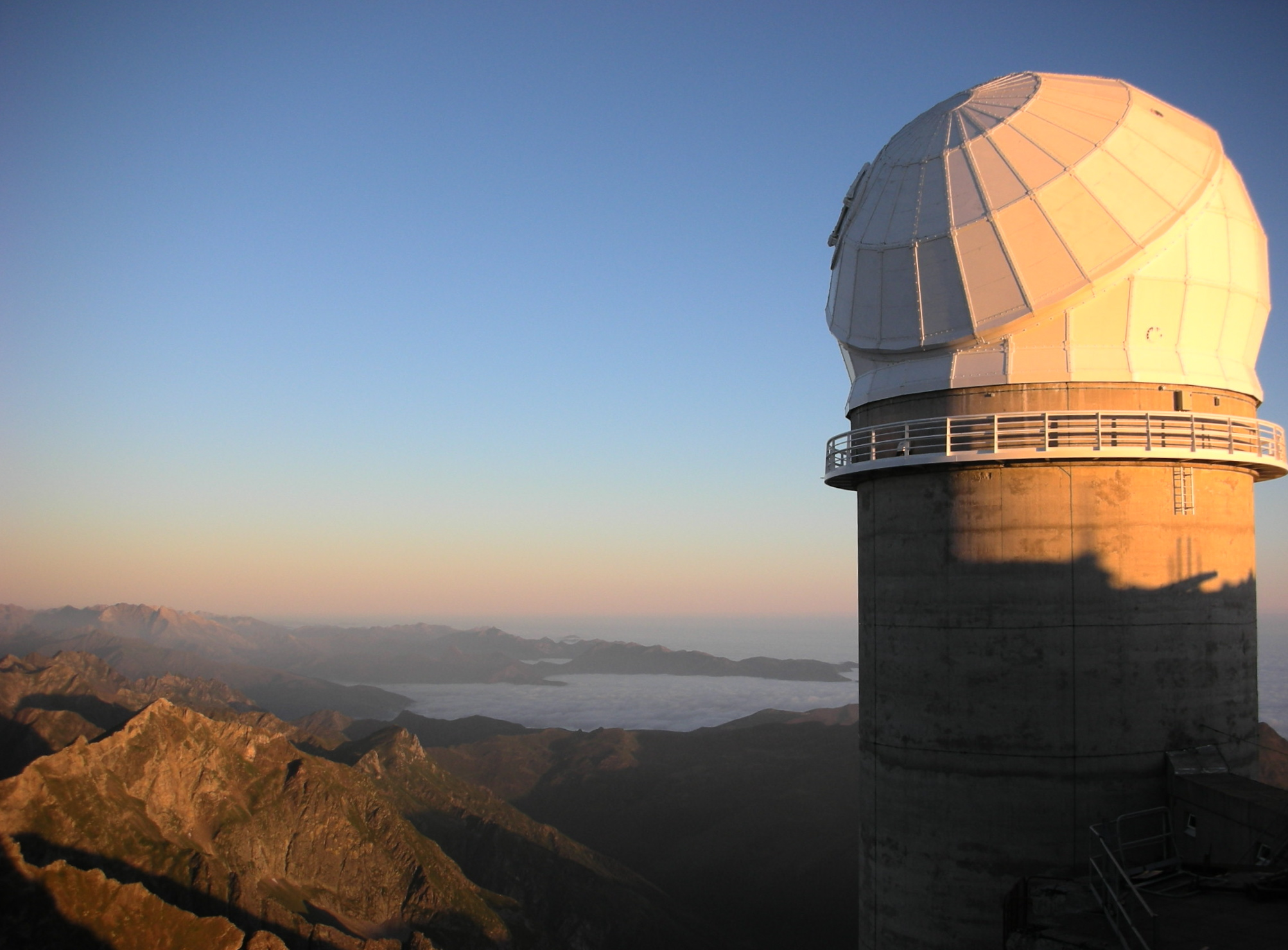
Le télescope Bernard Lyot.

### Découvertes
De nombreuses découvertes ont été faites au pic du Midi.
En 1909, lors d'une opposition, des observations menées par Aymar de La Baume Pluvinel et Fernand Baldet ont permis de démontrer que les canaux martiens tels que décrits par Percival Lowell n'existaient pas.
En 1953, le physicien français Louis Leprince-Ringuet découvre la particule hypéron.
Les neuf planètes mineures suivantes ont été découvertes par des observations astronomiques menées au pic du Midi entre 2001 et 2007 :
| Planète mineure        | Date de découverte | Diamètre |
| ---------------------- | ------------------ | -------- |
| (63609) Francoisecolas | 20 août 2001       | 5,1 km   |
| (230151) Vachier       | 20 août 2001       | 1,6 km   |
| (275786) Bouley        | 20 août 2001       | 760 m    |
| (155948) Maquet        | 21 août 2001       | 1,2 km   |
| (82896) Vaubaillon     | 22 août 2001       | 4,1 km   |
| (336811) Baratoux      | 23 août 2001       | 1,1 km   |
| (231969) Sebvauclair   | 24 août 2001       | 4,9 km   |
| (281272) Arnaudleroy   | 10 septembre 2007  | 2,5 km   |
| (210245) Castets       | 13 septembre 2007  | 1,0 km   |

### Réserve internationale de ciel étoilé
Initiée officiellement en 2009 durant l'année mondiale de l'astronomie, la réserve internationale de ciel étoilé du pic du Midi (RICE) a été labellisée en 2013 par l'International Dark-sky Association. Au moment de sa création, c'est la sixième au monde et la première en Europe.
La RICE a pour objectif de limiter le phénomène exponentiel qu'est la pollution lumineuse, afin de préserver la qualité de la nuit. Cogérée par le syndicat mixte pour la valorisation touristique du pic du Midi, le parc national des Pyrénées et le Syndicat départemental d'énergie 65, ces orientations d'actions principales sont l’éducation du public sur les impacts et conséquences de ces pollutions ainsi que la mise en place d’un éclairage responsable sur le territoire haut-pyrénéen.
Elle s'étend sur 3 000 km2, soit 65 % du département des Hautes-Pyrénées. La RICE comprend 251 communes déployées autour du pic du Midi de Bigorre et se distingue en deux zones :
- une zone cœur, exempte de tout éclairage permanent et témoin d'une qualité de nuit exceptionnelle ;
- une zone tampon, dans laquelle les acteurs du territoire reconnaissent l'importance de l'environnement nocturne et s'engagent à le protéger.

Dynamique sur le territoire, la RICE est notamment initiatrice du programme « Ciel étoilé », programme de reconversion de 40 000 points lumineux de son territoire, du programme « Gardiens des étoiles », programme de suivi métrologique de l'évolution des pollutions lumineuses, mais encore du programme Adap'Ter, et projet d'identification des trames nocturnes.

## Télevision et radio

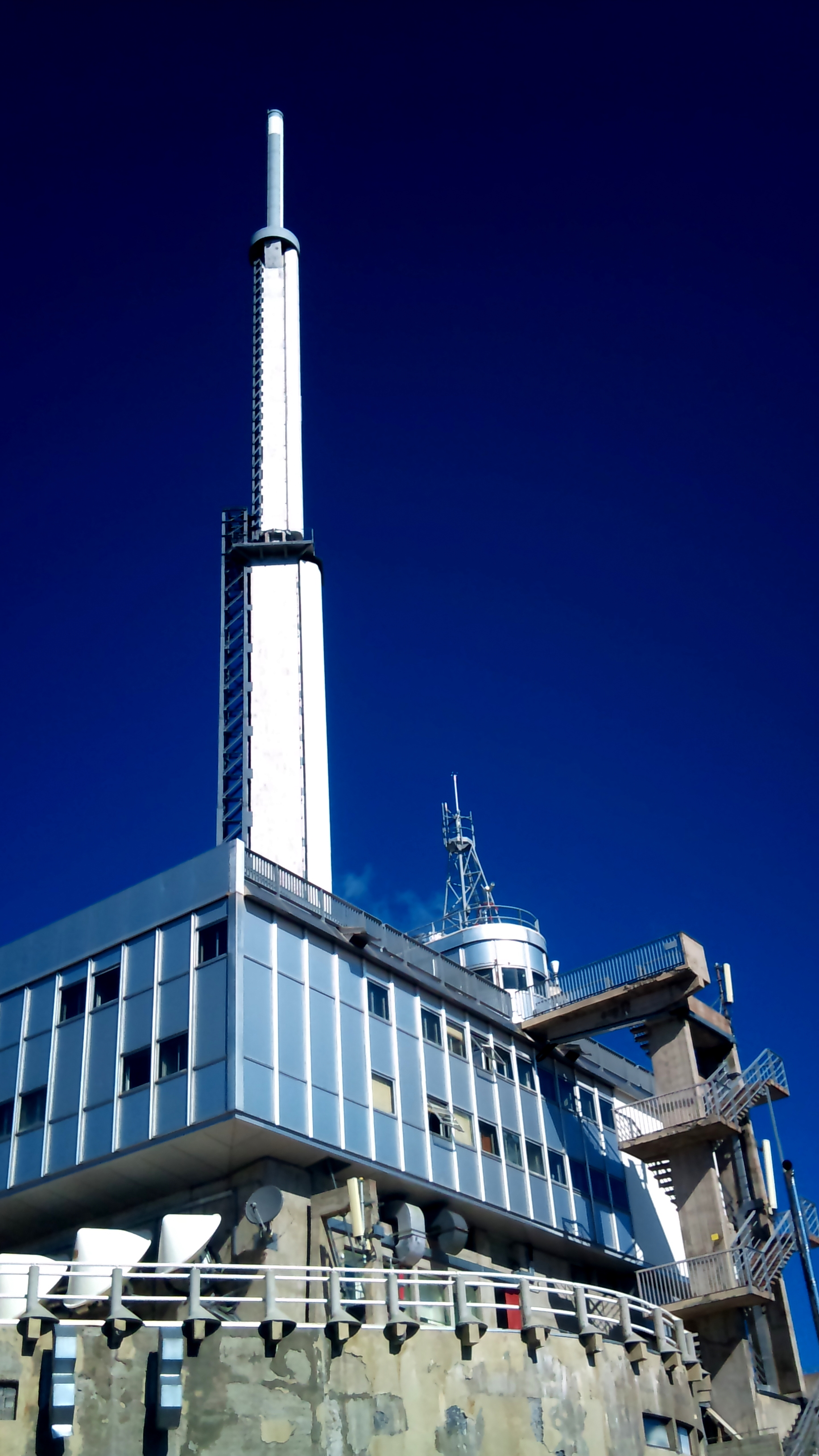
L'antenne de radio-télévision de 102 m dressée sur le « bâtiment interministériel ».

En 1926-1927 sont installés au pic deux pylônes de 25 m de haut, qui supportent une antenne de radiodiffusion.
Un émetteur de télécommunications est installé et commence ses émissions le 14 septembre 1957.
Lors de la construction du « bâtiment interministériel », un nouvel émetteur est installé. Il dispose d'une antenne de 102 m de haut. Ses émissions commencent en 1963.
Cet émetteur diffuse des émissions de la TNT/FM/DAB+ ; il dessert une importante partie du Sud-Ouest de la France, soit un septième du territoire national.

### TNT
| LCN              | Chaîne                                                                                      | Multiplex | Canal | Puissance (PAR) | Diffuseur |
| ---------------- | ------------------------------------------------------------------------------------------- | --------- | ----- | --------------- | --------- |
| 2 3 14 27 33     | France 2 France 3 Midi-Pyrénées France 4 France Info France 3 Aquitaine Pau - Sud Aquitaine | R1        | 21H   | 50 kW           | TDF       |
| 15 16 17 18      | BFM TV CNews CStar Gulli                                                                    | R2        | 38H   | 50 kW           | TDF       |
| 4 26 41 42 43 45 | Canal+ LCI Paris Première Canal+ Sport Canal+ Cinéma(s) Planète+                            | R3        | 24H   | 50 kW           | TDF       |
| 5 6 7 9 22       | France 5 M6 Arte W9 6ter                                                                    | R4        | 27H   | 50 kW           | TDF       |
| 1 10 11 13       | TF1 TMC TFX LCP-AN/Public Sénat                                                             | R6        | 36H   | 50 kW           | TDF       |
| 20 21 23 24 25   | TF1 Séries Films L'Equipe RMC Story RMC Découverte Chérie 25                                | R7        | 34H   | 50 kW           | TDF       |
| 52               | France 2 UHD                                                                                | R9        | 29H   | 50 kW           | TDF       |
| 32               | France 3 Aquitaine Gascogne                                                                 | R15       | 44H   | 1,5 kW          | TDF       |

### FM
| Fréquence | Station        | RDS      |
| --------- | -------------- | -------- |
| 87.9      | France Inter   | __INTER_ |
| 91.5      | France Musique | _MUSIQUE |
| 95.7      | France Culture | _CULTURE |
| 102.0     | Sud Radio      | SUDRADIO |

### DAB+

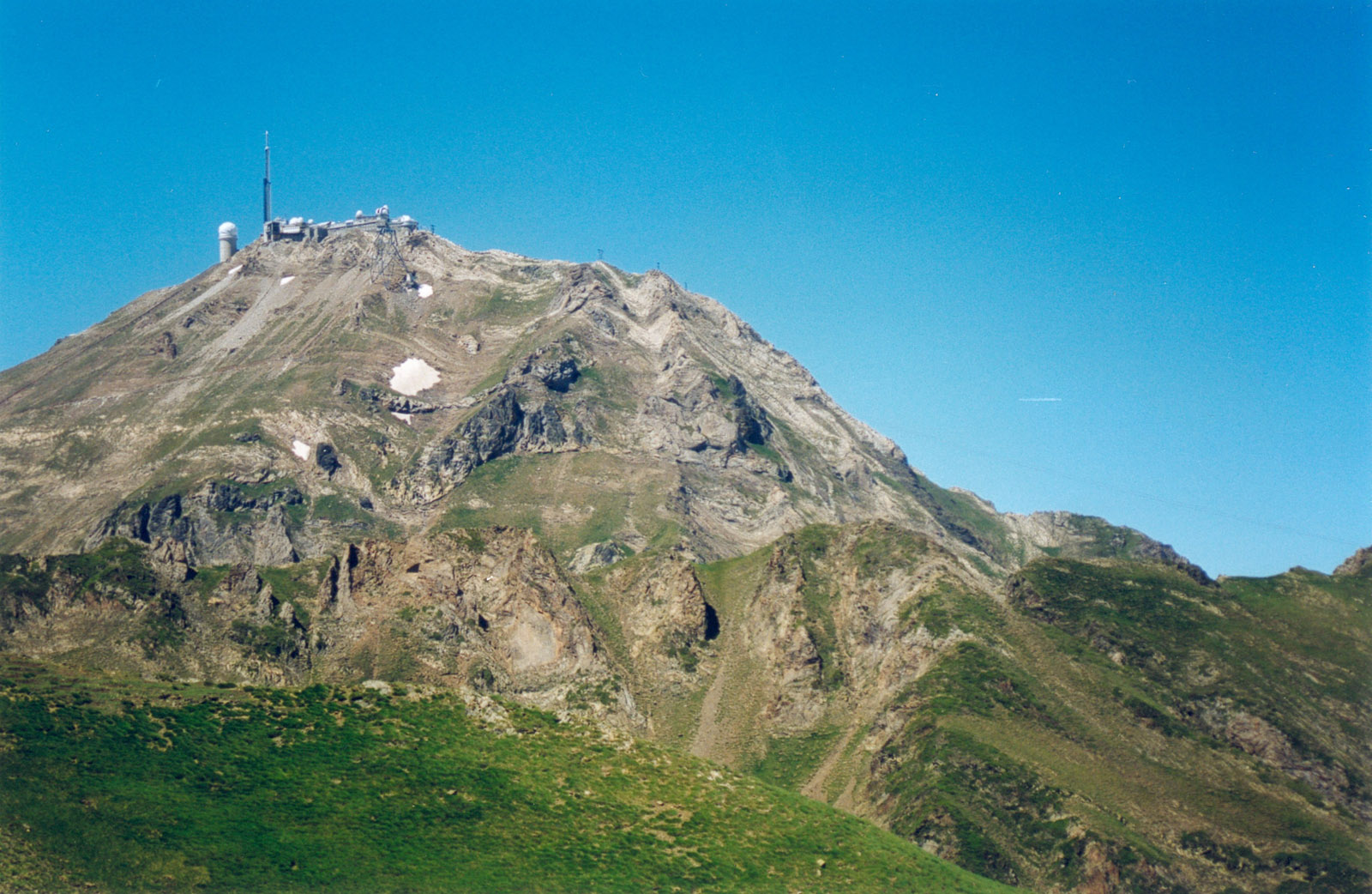
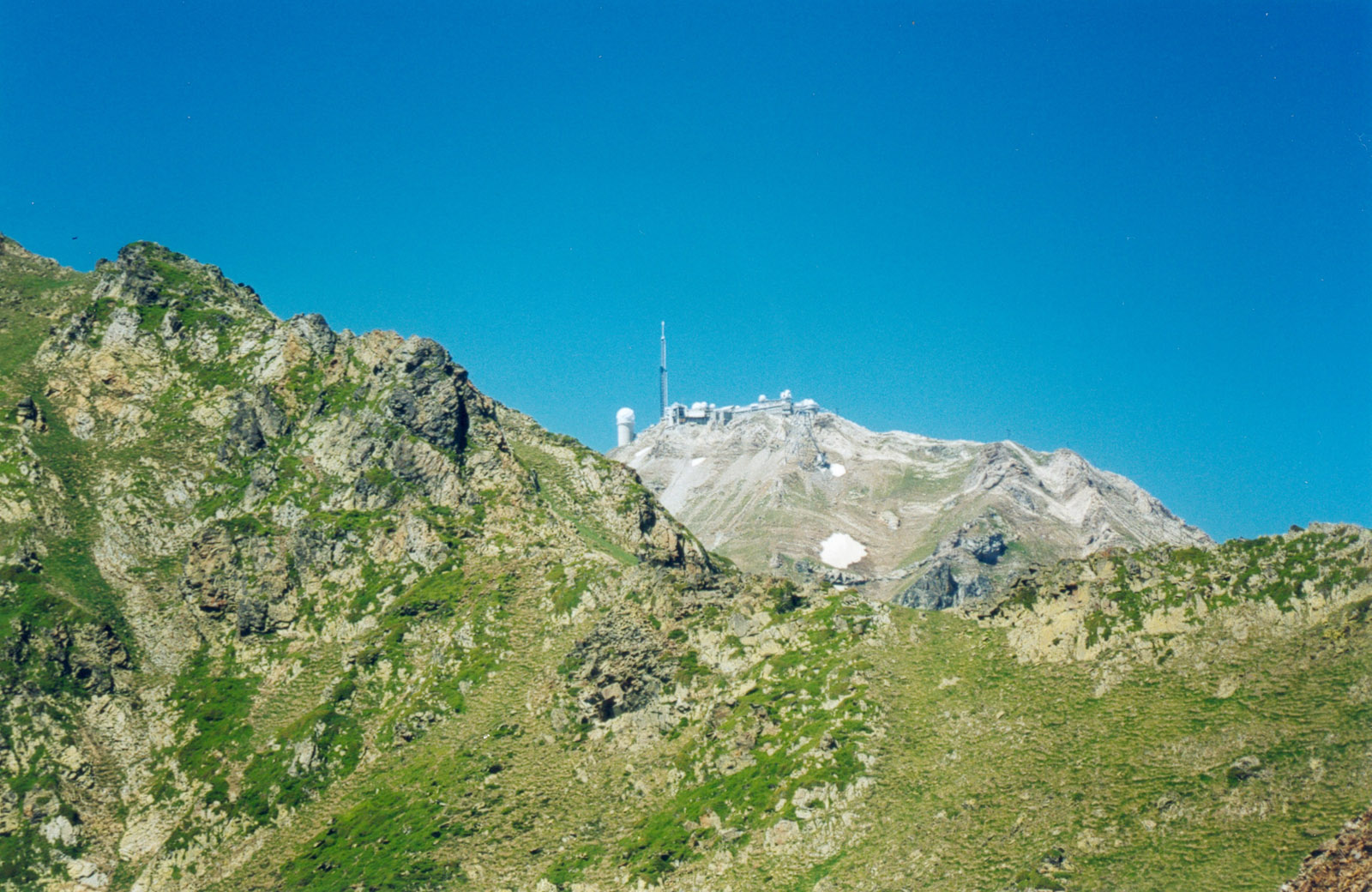

| Fréquence | Station | Affichage court/long | Multiplex |
| --------- | ------- | -------------------- | --------- |

## Fiction
Une grande partie de l'action du roman La Théorie Gaïa (2008), de Maxime Chattam, se déroule dans les locaux de l'observatoire.

#### Bases de données et dictionnaires
- Site officiel
- Ressources relatives à la géographie :   - International Dark-Sky Association
  - Peakbagger.com
- Notice dans un dictionnaire ou une encyclopédie généraliste :   - Gran Enciclopèdia Catalana
- Notices d'autorité :   - VIAF
  - BnF (données)
  - LCCN
  - GND
  - Israël